# National Association to Advance Fat Acceptance
La National Association to Advance Fat Acceptance (NAAFA) est une organisation américaine à but non lucratif de défense des droits civiques, fondée en 1969. Elle est destinée à la lutte contre la discrimination fondée sur le poids. 

## Historique
La NAAFA est fondée en 1969 par Bill Fabrey à New York, sous le nom de National Association to Aid Fat Americans,. Dans ses premières années, les activités sociales et des campagnes d'envoi de lettres constituent une part importante des activités de l'organisation. Celle-ci se tourne ensuite davantage vers l'activisme politique.
La NAAFA adopte son nom actuel au début des années 1980.

## Objectifs
La NAAFA poursuit cinq buts : combattre les discriminations afin d'atteindre une égalité de traitement pour les personnes grosses, informer sur les répercussions de l'obésité, financer la recherche sur le sujet, encourager les personnes à assumer leur poids et à se faire accepter par la société, et favoriser la communication entre les membres à ce propos. La NAAFA souhaite « une société dans laquelle les individus de toutes les tailles sont acceptés de manière digne et égale dans tous les aspects de la vie ».
La NAAFA cherche également à obtenir une amélioration de la législation afin que les personnes grosses soient mieux protégées, ainsi qu'une meilleure régulation de l'industrie alimentaire.

## Méthodes
La NAAFA utilise des méthodes semblables à celles employées par les mouvements des droits civils, en utilisant la sensibilisation et en cherchant à faire changer l'image des personnes grosses renvoyée par les médias et la manière dont l'obésité est perçue par la société. Parmi ses tactiques figurent les campagnes d'envoi de lettres, les discours, les démonstrations et protestations, les grèves et le boycott.
Afin de combattre les discriminations, la NAAFA propose aux individus de ne pas adopter de régime mais le principe Health at Every Size (en). Elle cherche également à éduquer le grand public.
Elle essaie de se réapproprier le terme de « fat », péjoratif, dans le but d'en ôter la connotation négative.

## Positions
Selon la NAAFA, la discrimination envers les personnes grosses a lieu dans l'éducation, à travers un traitement différencié des jeunes selon leur poids, et se poursuit sur le marché du travail ainsi que dans le milieu médical. Elle avance par exemple que les enseignants ont des attentes moins élevées envers les écoliers gros, que les travailleurs obèses sont à compétences égales moins bien payés et limités dans leur avancement de carrière, tandis que les enseignants, les employeurs et les professionnels de santé projettent sur les personnes grosses des stéréotypes ou des perceptions dévalorisants. La discrimination a aussi lieu dans la vie quotidienne, en ne pouvant pas acheter de vêtements à sa taille par exemple, en ne pouvant accéder dans de bonnes conditions à certains espaces comme les transports en commun, en ayant des difficultés supplémentaires à obtenir une assurance, ou encore en subissant régulièrement des plaisanterie de mauvais goût ou des agressions verbales concernant leur poids. Ces attitudes ont pour conséquences d'entraîner une faible estime de soi et un sentiment de culpabilité chez les personnes grosses.
La NAAFA s'oppose à la tendance générale à considérer que le surpoids est une question de manquement personnel et que les personnes obèses sont responsables de leur corpulence. Selon l'association, les discriminations envers les personnes grosses se produisent pour ces raisons, en particulier dans la culture occidentale qui « place le blâme sur la victime et néglige la contribution des facteurs environnementaux ».
L'association s'est exprimée officiellement sur plusieurs problématiques autour de l'obésité. Parmi elles, figurent l'activisme, les discriminations à l'emploi à et l'éducation, l'activité physique, les médicaments et la chirurgie employés pour perdre du poids, la recherche sur l'obésité, l'industrie alimentaire, les fat admirers et le feeding,.

## Activités
La NAAFA poursuit des objectifs à travers ses activités de plaidoyer, d'éducation et de soutien. Par exemple, elle cherche à lutter contre les représentations négatives dans les médias et les publicités. Elle sensibilise les avocats à la défense des personnes grosses, et s'en fait représentante dans les congrès de recherche. Elle édite des brochures de sensibilisation et intervient dans médias afin de démystifier l'obésité. Notamment à travers sa communication interne, la NAAFA distribue des informations à ses membres. Elle organise également des évènements entre eux afin de faire émerger une sous-culture. La NAAFA réalise des conférences et tient une convention annuelle pendant laquelle les personnes peuvent échanger sur leurs expériences. Elle dispose également de groupes (SIG pour « special interest groups ») où les personnes peuvent échanger et travailler sur des thèmes spécifiques, comme des groupes réservés aux problématiques des jeunes et des adolescents, ou aux problématiques des militaires, des femmes ou des femmes lesbiennes par exemple.
En 2008, est mis en place le « NAAFA Size Diversity Toolkit » afin d'éduquer les entreprises sur les problématiques de qualité de vie des personnes grosses. La NAAFA s'oppose également aux politiques des compagnies aériennes concernant les surcoûts imposés aux personnes obèses qui doivent payer un second siège.

## Critiques
L'organisation est critiquée par ses détracteurs qui jugent qu'elle fait la promotion d'un mode de vie non sain, en s'opposant aux régimes et aux chirurgies permettant la réduction du poids. La NAAFA réfute et affirme quant à elle que les personnes grosses doivent avoir les mêmes droits que les autres. Selon la directrice des relations publiques de l'organisation Peggy Howell, il s'agit plutôt de reconnaître que certaines personnes ne peuvent perdre du poids et non pas de les encourager à en gagner.